# Gonomyia tanaocantha
Gonomyia tanaocantha är en tvåvingeart som beskrevs av Alexander 1963. Gonomyia tanaocantha ingår i släktet Gonomyia och familjen småharkrankar. Inga underarter finns listade i Catalogue of Life.